# ژیان‌مرغ سینه‌سیاه
ژیان‌مرغ سینه‌سیاه (نام علمی: Taeniotriccus andrei) گونه‌ای از پرندگان تیرهٔ ژیان‌مرغان است که در برزیل، سورینام و ونزوئلا یافت می‌شود. توسط اکثر پرنده‍شناسان در سردهٔ تک‌نماد Taeniotriccus جای می‌گیرد، اگرچه در گذشته در سردهٔ Poecilotriccus بوده است.
زیستگاه طبیعی آن جنگل‌های جلگه‌ای نمناک نیمه‌گرمسیری یا گرمسیری است.